# Церковь Святого Георгия (Гах)
Храм Свято́го Гео́ргия (азерб. Müqəddəs Georgi kilsəsi) — действующий православный храм Кахской и Курмухской епархии Грузинской православной церкви, расположенный в городе Гахе в Азербайджане, в пригороде под названием Гах-Ингилой. Построен в 1855 году. Площадь территории храма составляет 120 м². Согласно распоряжению Кабинета министров Азербайджанской республики об исторических и культурных памятниках, является памятником архитектуры местного значения. Охраняется Министерством культуры и туризма Азербайджана как исторический памятник.
Храм посвящён Георгию Победоносцу. В советские годы храм не функционировал по назначению. В нём размещался кинотеатр, а во дворе — гараж колхоза и автозаправочная станция. Только в 1997 году, после того как город посетил патриарх всея Грузии Илия, в храме святого Георгия возобновились богослужения. Патриарх благословил наместника Давидо-Гареджийской лавры и братию обители проводить в богослужения и окормлять местных верующих, а также трудиться над созданием монастыря. В начале 2000-х годов храм был расписан и освящён.

## Галерея

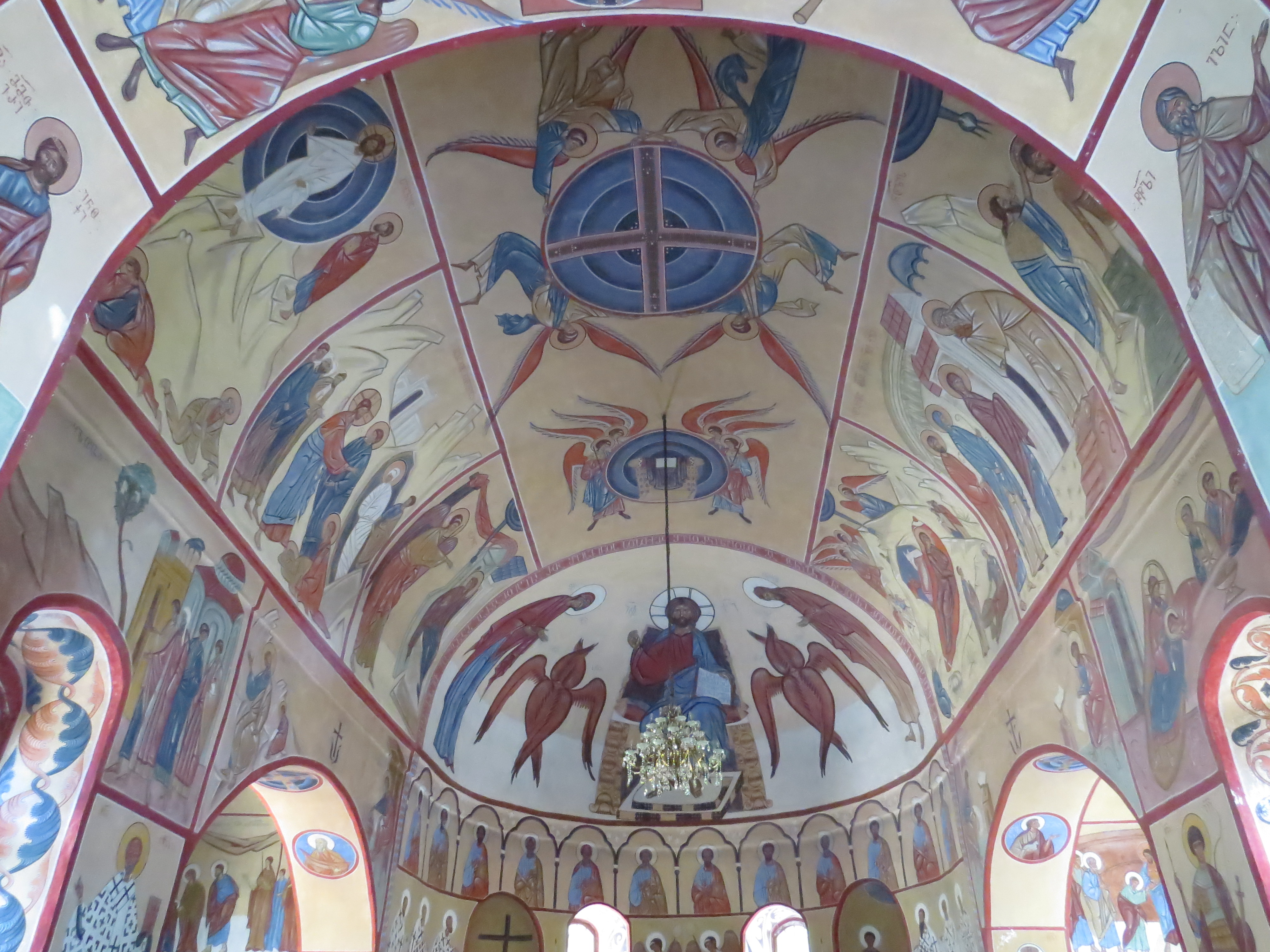
Внутреннее убранство церкви
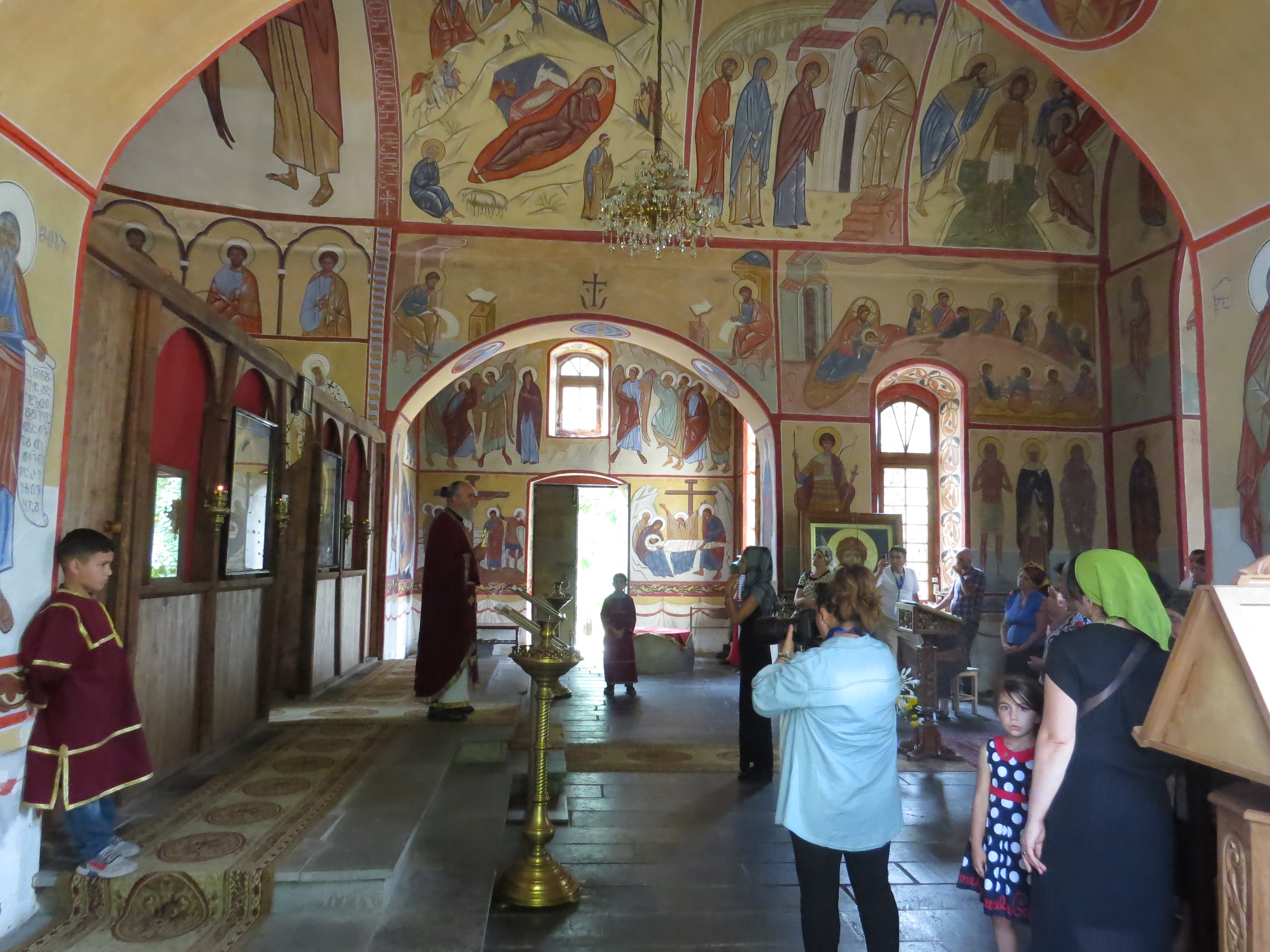
Внутреннее убранство церкви
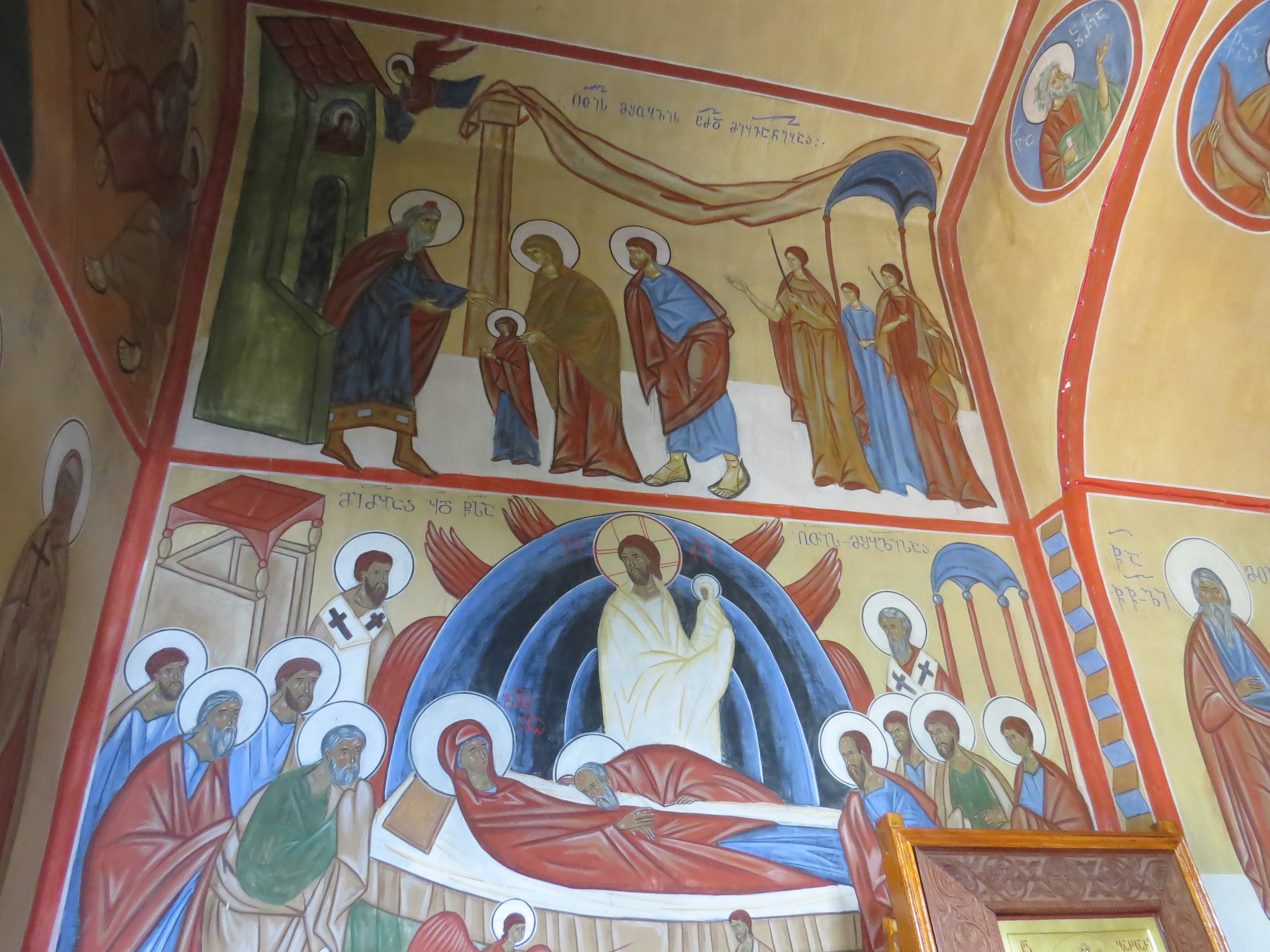
Настенные росписи
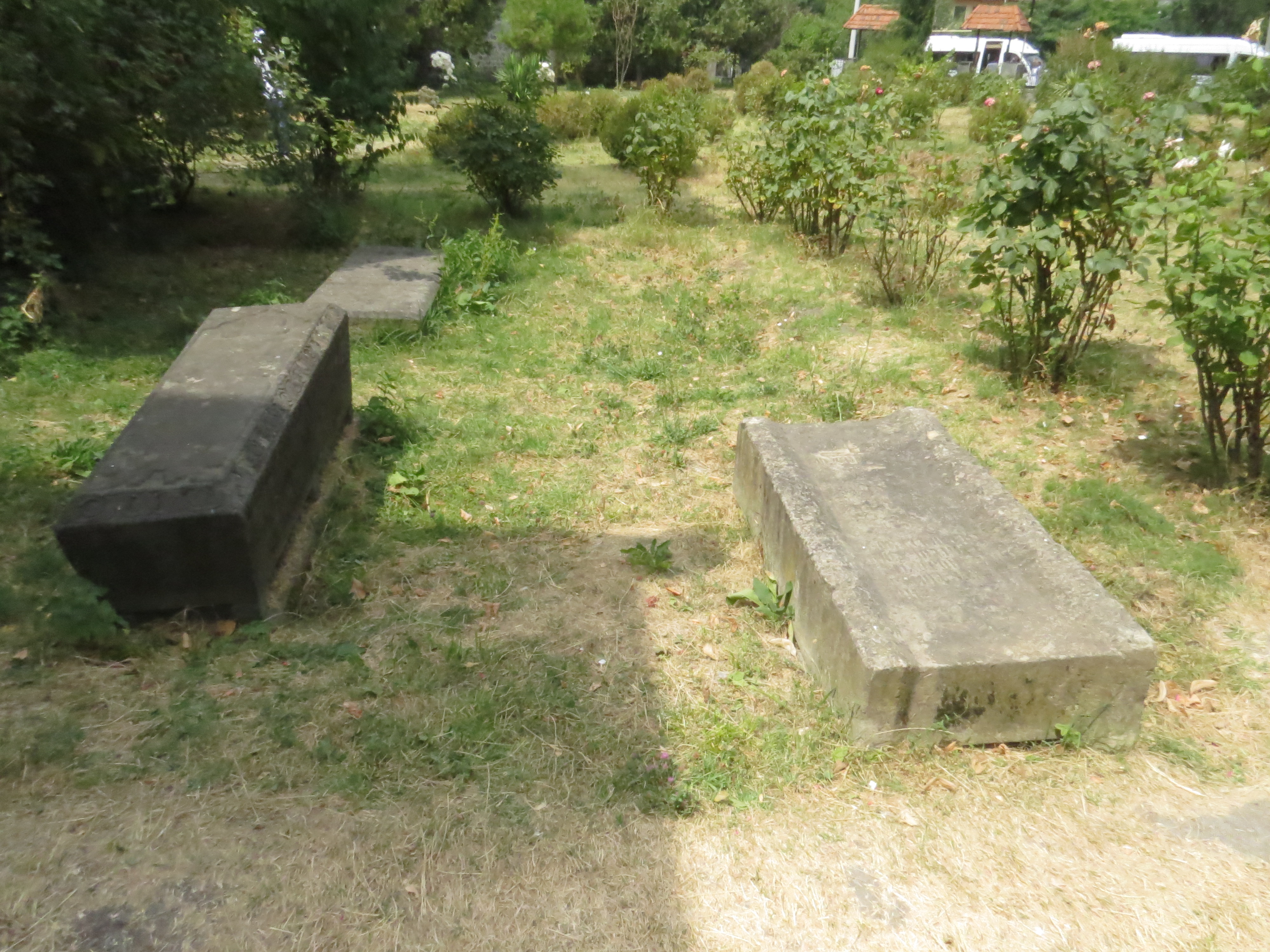
Старые могилы во внутреннем дворе церкви